# Logone-et-Chari
Departament Logone-et-Chari – departament w Regionie Dalekiej Północy w Kamerunie ze stolicą w Kousséri. Na powierzchni 12 133 km² żyje około 405 tys. mieszkańców.